# M/M/c
M/M/c – system kolejkowy, w którym rozkład czasu pomiędzy kolejnymi zgłoszeniami do systemu oraz rozkład czasu obsługi pojedynczego zgłoszenia są rozkładami wykładniczymi, istnieje {\displaystyle c} stanowisk obsługi i nie ma kolejki do systemu (każde zgłoszenie przybyłe w momencie, gdy wszystkie stanowiska obsługi są zajęte, jest odrzucane)

## Parametry systemu
- {\displaystyle c+1} możliwych stanów:
  - brak zgłoszeń w systemie {\displaystyle (H_{0})}
  - jedno zgłoszenie w systemie – obsługiwane na jednym ze stanowisk {\displaystyle (H_{1})} itd.
  - {\displaystyle c} zgłoszeń w systemie – wszystkie stanowiska zajęte {\displaystyle (H_{c})}

- prawdopodobieństwa stanów systemu:
  - prawdopodobieństwo, że system jest w stanie {\displaystyle H_{i}{:}}

{\displaystyle p(H_{i})=p_{i}={\frac {\frac {\rho ^{i}}{i!}}{\sum \limits _{j=0}^{c}{\frac {\rho ^{j}}{j!}}}}}
- prawdopodobieństwo straty zgłoszenia:

{\displaystyle p(H_{c})=p_{c}={\frac {\frac {\rho ^{c}}{c!}}{\sum \limits _{j=0}^{c}{\frac {\rho ^{j}}{j!}}}}}
- prawdopodobieństwo obsługi zgłoszenia:

{\displaystyle p_{obsl}=1-p_{c}}